# にんげんドキュメント 主役・脇役
『にんげんドキュメント 主役・脇役』（にんげんドキュメント しゅやく・わきやく）は、NHK総合テレビで1988年11月17日から1989年3月24日まで放送されたドキュメンタリー番組。ナレーションは武田鉄矢が担当。
代表作として「SHIZUKAがゆく」（歌手の工藤静香のマネージャーである渡辺有三）、「大河ドラマ“春日局”軍馬をあやつる」（“軍馬”役のバージニア号に騎乗する田中茂光）がある。
2000年から同局で放送された『にんげんドキュメント』と直接の関係はない。

## 放送時間
- 木曜 22:50 - 23:20

## 放送リスト

### 1988年
- 11月17日：SHIZUKAがゆく（工藤静香、渡辺有三）
- 11月24日：大河ドラマ“春日局”軍馬をあやつる（バージニア号、田中重光[要出典]）
- 12月1日：サウンド・クラウドの夢（冨田勲、小栗哲家）
- 12月8日：ニッポンで映画を作りました（葛井フラン、葛井克亮）

### 1989年
- 1月12日：辻が花・美を作る男たち（久保田一竹、宮原作夫）
- 1月19日：土俵の下の力持ち（佐渡ヶ嶽親方、大林蔓雄）
- 1月26日：東海道カメラマン二人旅（林忠彦、林義勝）
- 2月2日：味を育てる（田村平治、乗附英明）
- 2月9日：てふてふ ニューヨークに舞う（木佐貫邦子、樫村鋭一）
- 2月16日：建築家スパルタ道場（安藤忠雄、水谷孝明）[2]
- 3月2日：激演・あなたに似たあなた（イッセー尾形、森田雄三）
- 3月9日：当世劇画事情（小池一夫、神江里見）
- 3月15日：旅から旅へ・一座はゆく（姫京之助、橘真戸香、姫乃若太郎）
- 3月24日：テレビゲームにロマンを求めて（遠藤雅伸、内藤智、黒須一雄）